# 出羽ノ龍和季
もしかして
- 出羽ノ龍和希

ではありませんか？